# 2.º Ejército (Alemania)
El 2.º Ejército (en alemán: Armeeoberkommando 2) fue un ejército de campo alemán durante la II Guerra Mundial.

## Historia
El cuartel general del 2.º Ejército fue brevemente establecido en Berlín a partir del Grupo de Comando 1 el 26 de agosto de 1939 y al inicio de la invasión de Polonia fue renombrado Grupo de Ejércitos Norte el 2 de septiembre.
El 2.º Ejército fue restablecido el 20 de octubre de 1939, con el Generaloberst Maximilian von Weichs al mando, a partir de haber sido renombrado el 8.º Ejército, que había sido trasladado de Polonia al oeste. Fue asignado a la reserva del Oberkommando des Heeres (OKH). Después del inicio de la batalla de Francia el 10 de mayo, el ejército fue asignado al Grupo de Ejércitos A y marchó a través de Luxemburgo, Bélgica y el norte de Francia. Entre el 31 de mayo y el 4 de junio marchó al frente norte del Somme, el Aisne y el Oise y participó en la expansión de las cabezas de puente. Cuando entró en batalla el 9 de junio en el Aisne, el ejército incluía el IX Cuerpo (295.ª y 294.ª Divisiones de Infantería, el XXVI Cuerpo (34.ª y 45.ª Divisiones de Infantería y el VI Cuerpo de Ejército (205.ª, 15.ª, 293.ª y 5.ª Divisiones de Infantería). Tras ver servicio en Francia, el ejército estuvo envuelto en la invasión de los Balcanes, antes de operaciones ofensivas en Ucrania como parte de la Operación Barbarroja.
En 1942 el 2.º Ejército cubrió el ala norte de Fall Blau, las operaciones en los alrededores de Vorónezh. El Generaloberst Hans von Salmuth se convirtió en comandante el 14 de julio. Sufrió una importante derrota durante la operación Vorónezh-Kastornensk, la ofensiva soviética de invierno que siguió a la batalla de Stalingrado. El Generaloberst Walter Weiß se convirtió en comandante el 4 de febrero de 1943.
El General der Panzertruppe Dietrich von Saucken se convirtió en comandante del ejército el 10 de marzo de 1945. El ejército fue renombrado Ejército de Prusia Oriental (AOK Ostpreußen) el 7 de abril y fue un pivote en la defensa de Prusia Oriental y Occidental antes del fin de la II Guerra Mundial en Europa el 9 de mayo de 1945.

## Comandantes

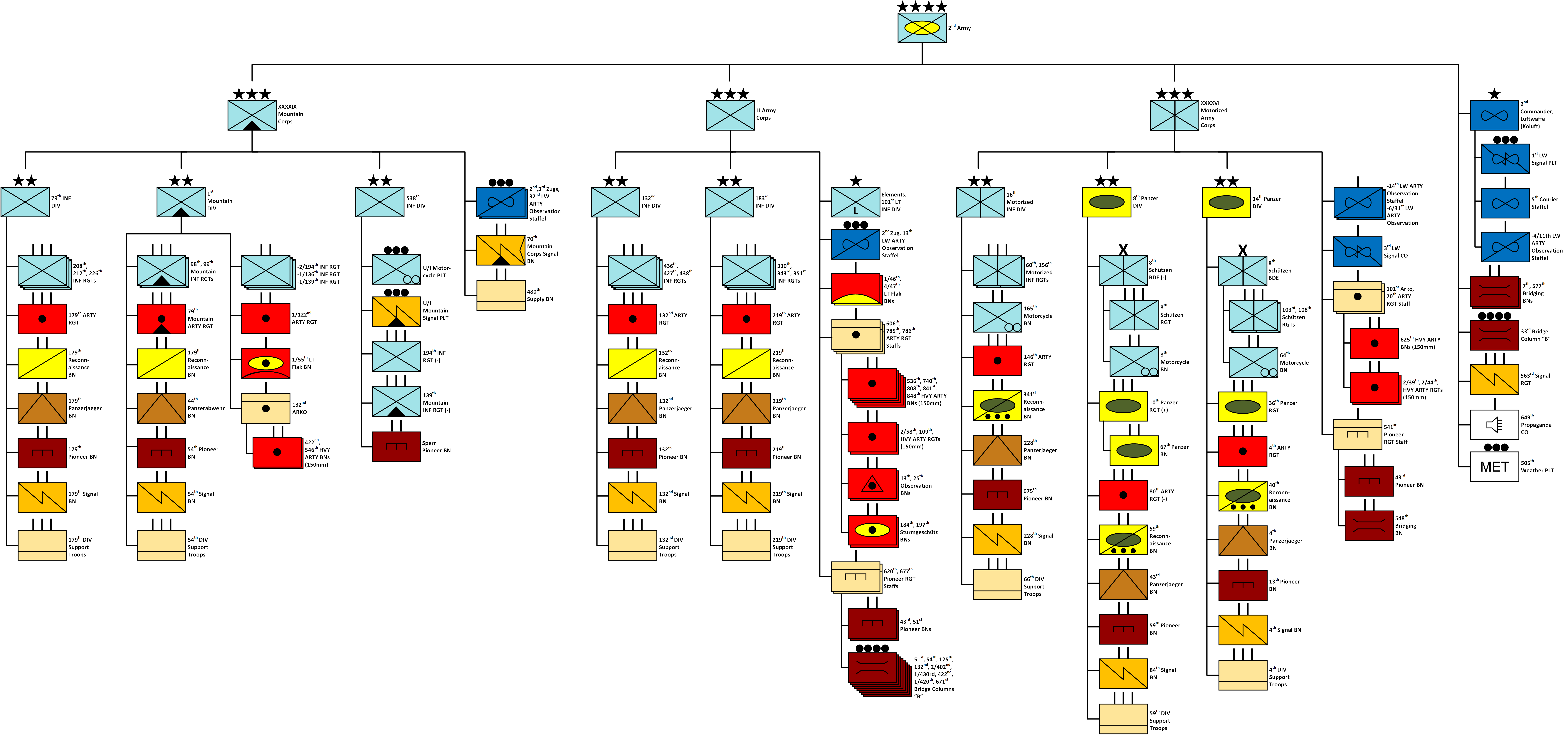
Organización del 2.º Ejército durante las operaciones en los Balcanes.

| N.º | Retrato | Comandante                                                | Desde                   | Hasta                   |
| --- | ------- | --------------------------------------------------------- | ----------------------- | ----------------------- |
| 1   |         | Generaloberst Fedor von Bock (1880-1945)                  | 26 de agosto de 1939    | 2 de septiembre de 1939 |
| 2   |         | Generaloberst Maximilian von Weichs (1881-1954)           | 20 de octubre de 1939   | 15 de noviembre de 1941 |
| 3   |         | General der Panzertruppe Rudolf Schmidt (1886-1957)       | 15 de noviembre de 1941 | 15 de enero de 1942     |
| 4   |         | Generaloberst Maximilian von Weichs (1881-1954)           | 15 de enero de 1942     | 14 de julio de 1942     |
| 5   |         | Generaloberst Hans von Salmuth (1888-1962)                | 15 de julio de 1942     | 3 de febrero de 1943    |
| 6   |         | Generaloberst Walter Weiß (1890-1967)                     | 4 de febrero de 1943    | 9 de marzo de 1945      |
| 7   |         | General der Panzertruppe Dietrich von Saucken (1892-1980) | 10 de marzo de 1945     | 7 de abril de 1945      |